# Painiet
Het mineraal painiet is een calcium-zirkonium-aluminium-boraat met de chemische formule CaZrB(Al9O18).

## Eigenschappen
Het doorzichtige oranje- tot bruinrode painiet heeft een glasglans. Painiet heeft een gemiddelde dichtheid van 4,01 en de hardheid is 8. Het kristalstelsel is hexagonaal en het mineraal is niet radioactief.

## Naam
Het mineraal painiet is genoemd naar de Britse mineralenverzamelaar A.C.D. Pain (overleden 1971), die het mineraal ontdekt heeft.

## Voorkomen
Zoals andere zirkoniumhoudende mineralen, komt painiet vooral voor in pegmatieten. Het mineraal is erg zeldzaam en wordt zeer zelden gevonden. Tot voor kort waren slechts drie kristallen gevonden. De typelocatie is Ohngaing in de provincie Sagaing, Myanmar.